# Графство Диц
Графството Диц (на немски: Grafschaft Diez) е средновековна територия на Свещената Римска империя на Среден Лан в Хесен, Германия.

## История
Територията на графството е в долината на река Лан до Вайлбург и на север във Вестервалд. Резиденция на графството е дворец Диц над град Диц, построен преди 1073 г. Първият доказан граф в Лангау през 1048 г. е Ембрихо. Брат му Годеболд е от 1053 г. граф в Долен Лангау. Близък негов роднина, Ембрихо фон Диц, е епископ на Аугсбург (1063 – 1077). През 12 век графовете на Диц построяват замък Дерн.
По времето на Фридрих Барбароса графовете на Диц получават голямо влияние. Хайнрих II фон Диц (1145 – 1189) наследява, чрез женитба с наследничка на графовете фон Нюрингс, голяма собственост във Ветерау. Той придружава Барбароса в похода му в Италия и участва заедно със синът си Хайнрих III в дипломатически преговори. Другият му син Герхард II е в регентския съвет и кръга на възпитателите на Хайнрих VII Хоенщауфен. Братята Хайнрих III (1189 – 1234) и Герхард II (1189 – 1223) построяват през 1255 г. домашния манастир в Салц във Вестервалд, който през 1289 г. от граф Герхард VII е превърнат на колегия манастир Диц. Хайнрих III създава от 1208 г. линията Графство Вайлнау.
Графството е наричано още от съвременниците им Златно графство (Goldene Grafschaft).
От края на 13 век фамилията загубва имперското си влияние. През 1302 г. се образуват две отделни графства. През 1326 г. територията им е поета от Дом Насау. През 1388 г. умира последният граф на Диц, Герхард VII (V) (1347 – 1388). Останалата му още собственост отива чрез дъщеря му Юта (1368 – 1397), на нейния съпруг от 1384 г. граф Адолф фон Насау-Диленбург († 1420).
Децата на ландграф Филип I от Хесен от морганатичен брак през 1540 г. с Маргарета фон дер Заале († 1566) получават титлатата графове на Диц.

## Галерия
- Графският дворец над Диц
- Замък Алтвайлнау
- Замък Дерн